# لسوتو در المپیک تابستانی ۲۰۲۰
کاروان المپیکی لسوتو یکی از کاروان‌های شرکت‌کننده در بازی‌های المپیک تابستانی ۲۰۲۰ بود. این دوره از ۲۳ ژوئیه تا ۸ اوت ۲۰۲۱ میلادی در شهر توکیو ، پایتخت ژاپن برگزار شد.

## شرکت‌کنندگان
فهرست زیر به کاروان لسوتو اشاره دارد.
| ورزش        | مردان | زنان | مجموع |
| ----------- | ----- | ---- | ----- |
| دو و میدانی | ۱     | ۱    | ۲     |
| مجموع       | ۱     | ۱    | ۲     |